# Línea 503 (Santiago de Chile)
La Linea 503 de Red (anteriormente llamado Transantiago), sistema de transporte público urbano que opera en el área metropolitana de la ciudad de Santiago, capital de Chile.
Une las comunas de Pudahuel y Las Condes, a través de La Estrella, José Joaquín Pérez, Mapocho, Santa María, Providencia, Tobalaba, Cristóbal Colón y Vital Apoquindo
Esta línea parte de la Unidad 5 del Transantiago, actualmente operada por Metbus, correspondiéndole el color turquesa a sus buses.

## Flota
En el inicio de sus operaciones, la línea comenzó a operar con buses re-acondicionados o "enchulados", en su mayoría heredados de empresas de del antiguo sistema de micros amarillas, cuyos terminales se encontraban cercanos a Pudahuel. Estos buses fueron pintados con los colores designados para los recorridos troncales (Blanco con un franja color Verde a la mitad).
Posteriormente, estos buses fueron paulatinamente reemplazados con buses de chasis Mercedes Benz, entre los cuales se cuenta el articulado O-500UA, de 18,5 metros de largo y con capacidad de 140 personas aproximadamente. También figura en su flota el bus rígido de chasis Mercedes Benz O-500U, de 12 metros con capacidad cercana a las 90 personas y el bus eléctrico BYD K9 FE con capacidad para 80 personas. Todos estos buses son carrozados por Caio Induscar, con el modelo Mondego H (rígido) y Mondego HA (articulado).

## Historia[1]
Con el inicio del Transantiago, la línea 503: Pudahuel - Providencia comienza sus operaciones como línea troncal, desde la comuna de Pudahuel (Serrano esq. Atenas), hasta la comuna de Providencia (Metro Tobalaba). 
En conjunto a la operación de la línea anterior, se crea la variante 503e, línea que seguía el mismo recorrido de la 503 pero con una menor cantidad de paradas lo que permitía realizar el recorrido en un menor tiempo.
El 30 de abril de 2007 se elimina el servicio 503e con el fin de traspasar la flota de buses asignadas a una variante corta del 503. La línea 503c Pudahuel - Santiago, al igual que la línea 503 inicia sus operaciones como línea troncal, desde la comuna de Pudahuel, con la diferencia de que su recorrido termina en las cercanías del Mercado Central en la comuna de Santiago.
La finalidad de este servicio, fue la de cubrir de mejor manera la demanda de pasajeros de la línea 503, entre el tramo Pudahuel - Mercado Central, funcionando en horario punta de tarde (17:30 - 21:30)
Desde el 11 de mayo de 2007, la línea 503 sufre una modificación en su recorrido inicial, extendiendo su trazado hasta Vital Apoquindo esq. Alejandro Fleming en la comuna de Las Condes. El fin de esta extensión es la de dar cobertura a sectores  de la comuna de Las Condes, que se vieron perjudicados con la falta de servicios de transporte público, tras el inicio de la primera etapa de Transantiago A contar de esta fecha la línea pasa a ser denominada como 503: Pudahuel - Vital Apoquindo.
El 10 de mayo de 2008, las líneas 503 y 503c sufrieron un modificación leve en su recorrido por la zona de Puente Cal y Canto, modificando su trazado debido a la apertura de la nueva conexión directa entre las Avenidas Presidente Balmaceda y Cardenal José María Caro, debido a esto las líneas dejaron de circular por el pequeño tramo de la calle Bandera. A contar de este programa el servicio 503c pasa a denominarse 503c: Pudahuel - Mercado Central.
En enero de 2012, comienza a operar la variante 503v desde la Avenida La Estrella hasta la Vital Apoquindo.
En enero del 2013, se elimina el 503v para crear el nuevo servicio 517, que llega desde José Joaquín Pérez hasta Vital Apoquindo, y a partir de enero de 2015 se elimina el 503c para que la flota pasara al 503 regular.
El 2 de julio de 2016 el servicio 503 dejó de funcionar las 24 horas.

## Recorrido
| - Comuna de Pudahuel - Av. San Pablo - Serrano - Av. General Bonilla - Av. La Estrella - Comuna de Cerro Navia - Av. La Estrella - José Joaquín Pérez - Comuna de Quinta Normal - José Joaquín Pérez - Mapocho - Comuna de Santiago - Mapocho - Av. Manuel Rodríguez - Av. San Pablo - Hermanos Amunategui - General Mackenna - San Antonio - Merced - Irene Morales - Av. Libertador Bernardo O'Higgins - Comuna de Providencia - Av. Providencia - Av. Nueva Providencia - Carlos Antunez - Comuna de Las Condes - Carlos Antunez - Mariano Sánchez Fontecilla - Cristóbal Colón - La Quebrada - Vital Apoquindo | - Comuna de Las Condes - Vital Apoquindo - La Quebrada - Cristóbal Colón - Eliodoro Yáñez - Comuna de Providencia - Eliodoro Yáñez - José Miguel Claro - Av. Providencia - Comuna de Santiago - Pio Nono - Bellavista - Av. Recoleta - Cardenal José Maria Caro - Presidente Balmaceda - Av. Brasil - Andes - Comuna de Quinta Normal - Andes - Antonio Ebner - José Joaquín Pérez - Comuna de Cerro Navia - José Joaquín Pérez - Av. La Estrella - Comuna de Pudahuel - Av. La Estrella - Av. General Bonilla - Serrano - Ruta 68 - Américo Vespucio - Av. San Pablo |

## Puntos de interés
| - Parque Santiago Amengual - Plaza de Pudahuel - Barrio Tropezón - Iglesia Nuestra Señora de Andacollo - Instituto Traumatológico Dr. Teodoro Gebauer - Plaza San Pablo - Metro Puente Cal y Canto - Centro Cultural Estación Mapocho - Mercado Central | - Parque Forestal - Palacio Bruna - Plaza Baquedano - Torre Telefónica - Parque Balmaceda - Metro Salvador - Metro Manuel Montt - Iglesia de La Divina Providencia - Metro Pedro de Valdivia | - Fundación Cultural Providencia - Metro Los Leones - Hospital Metropolitano de Santiago - Metro Tobalaba - Costanera Center - Metro Cristóbal Colón - Rotonda Atenas - Mall Plaza Los Dominicos - Casona Santa Rosa de Las Condes - Hospital Dipreca |